# GOSURF
GOSURF（冲浪浏览器）是基于Internet Explorer内核的多页面网页浏览器。由“秘密基地”小组负责开发和维护。